# Koulkáda (Messénie)
Koulkáda (grec moderne : Κουλκάδα) est une localité située dans le dème de Messíni, dans le district régional de Messénie, dans la périphérie du Péloponnèse, en Grèce.
Selon le recensement de 2021, elle compte 4 habitants.